# Johann Jakob Quistorp

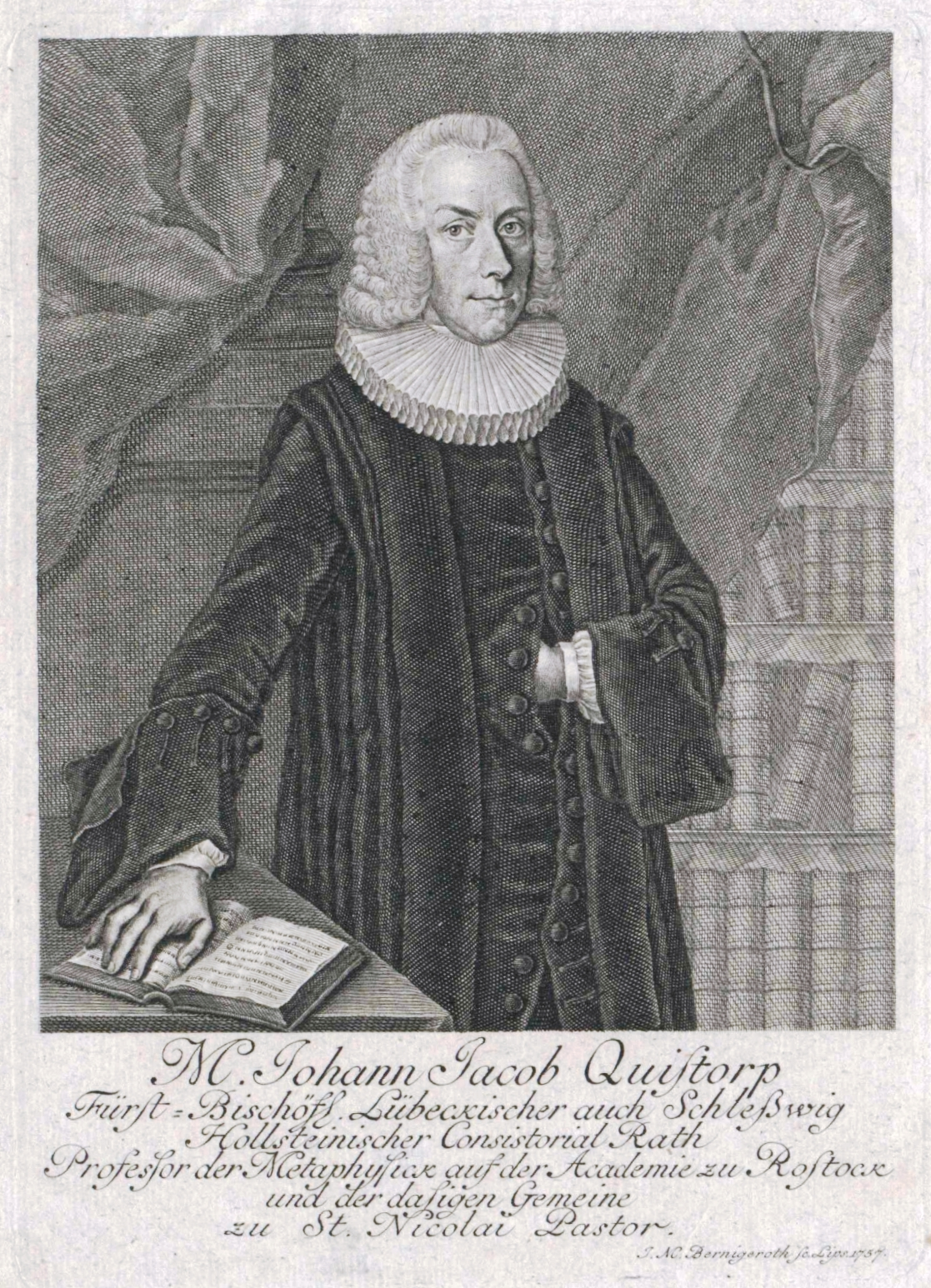
Johann Jakob Quistorp

Johann Jakob Quistorp (* 19. März 1717 in Rostock; † 25. Dezember 1766 ebenda) war ein deutscher Theologe.

## Herkunft
Johann Jakob Quistorp war der älteste Sohn des Rostocker Kaufmanns und Ratsmitglieds Lorenz Gottfried Quistorp (1691–1743) und dessen Ehefrau, der Rostocker Kaufmannstochter Anna Maria, geb. Berg (1695–1731). Er war der Enkel des Rostocker Theologieprofessors Johann Nikolaus Quistorp und der Ur-Enkel bzw. Ur-Ur-Enkel der Rostocker Theologieprofessoren Johann Quistorp d. J. und Johann Quistorp d. Ä.

## Leben
Johann Jakob Quistorp studierte ab 1734 in Rostock Theologie. 1739 ging er über Wismar, Lübeck und Kiel nach Altenhof in Holstein, wo er ein Jahr lang Privatlehrer der drei Söhne von Cay Friedrich von Reventlow (1685–1762) war. Zusammen mit seinem Bruder Bernhard Friedrich setzte er dann in Jena sein Studium fort. 1742 kehrten beide nach Rostock zurück. Hier wurde ihm am 3. April das Magisterdiplom der philosophischen Fakultät verliehen.
Nachdem Johann Jakob 1743 eine außerordentliche Professur für Logik und Metaphysik an der Universität Kiel erhalten hatte, heiratete er ein Jahr später Catharina Theresia Dallin (1722–1797), eine Tochter des schwedischen Offiziers (Capitain des Mineurs) und schwedisch-deutschen Barockbaumeisters Rudolph Matthias Dallin (um 1680–1743).
Im Juli 1747 wurde Quistorp Hofprediger und Kirchenrat des Fürstbischofs von Lübeck zu Eutin. Dort blieb er bis zum 10. November 1754, um danach, nunmehr im Range eines schleswig-holsteinischen und fürstbischöflich lübeckischen Konsistorialrates, wieder nach Rostock zu gehen, wo er zum Pastor an der Nikolaikirche gewählt worden war. Ein Jahr später erhielt er hier den Lehrstuhl für Physik und Metaphysik (Artistenfakultät).
1759 wurde er promoviert und übernahm erstmals das Rektorenamt. 1761 und 1764 war er ebenfalls Rektor der Rostocker Universität. Er starb nach mehr als einjähriger Krankheit.

## Familie
Seine Söhne Johann Gottfried (1755–1835) und Johann (1758–1834) wurden Professoren in Greifswald.